# زي لوكاس
زي لوكاس هو لاعب كرة قدم برازيلي في مركز الهجوم، ولد في 7 مارس 1994 في لوندرينا في البرازيل. لعب مع غورنيك زابجه ونادي بريشيا.

## وصلات خارجية
- زي لوكاس على موقع قاعدة بيانات كرة القدم.إي يو (الإنجليزية)
- زي لوكاس على موقع Soccerway.com (الإنجليزية)